# ジャバーウォッキー (映画)
『ジャバーウォッキー』(Jabberwocky) は、1977年のイギリスのコミカルなファンタジー映画である。監督はモンティ・パイソンのテリー・ギリアム。
ギリアムは、この映画で初めて単独で監督を務めた。ギリアムらしい視覚スタイルとダーク・ユーモアが確立された作品といえる。
本作品のタイトルはルイス・キャロルのナンセンス詩『ジャバウォックの詩』から採られており、冒頭では元詩第1節の朗読が行われている。
2022年には『4Kレストア版』が日本で公開されている。

## ストーリー
中世の暗黒時代、人食いの怪物が懐疑王ブルーノの領地を荒らしていた。純真な若者デニス・クーパーは、辺境の村で樽職人の父親と暮らしていたが、病気に倒れた父親は死の間際にデニスを侮蔑し勘当する。デニスは王国の首都へ行って成功を収めることを誓い、村へと凱旋した際には、愛する村の女性グリゼルダに求婚すると彼女に告げる。しかし彼女は彼の愛に応えない。グリゼルダは腐ったジャガイモを投げ捨て、デニスはそれを餞別と思い込み旅立つ。
首都は、怪物に襲われた村から逃げてきた臣民で溢れていた。この状況を喜んでいるのは、彼らを搾取する裕福な商人や教会の人間だけだった。王は怪物討伐に赴く騎士を選ぶため、競技（トーナメント）を開催することに決める。討伐のあかつきには、その騎士は王子となり、塔に住む王女と結婚することを許される。 デニスは赤いニシンの騎士の従者と親しくなるが、従者の行為のとばっちりをくらい、兵士に捕まってしまう。デニスは機を見て逃げ出し、王女のいる塔に迷い込む。王女はデニスを王子と勘違いし、修道女の変装をさせて逃げ出すのを手伝う。 
騎士を選ぶための争いがあまりに血生臭いものになってしまったため、代わりにかくれんぼで勝負して勝者を選ぶことになる。そして、赤いニシンの騎士が勝利するが、都に残りたい彼の従者はデニスに従者の役割を押し付ける。 赤いニシンの騎士とデニスは、怪物の巣と思われる場所に到達するも、怪物が退治されると不利益を被る商人や教会の人間が雇った黒騎士の襲撃を受け、赤いニシンの騎士は殺されてしまう。そこに怪物が現れて黒騎士を殺し、そしてデニスにも襲いかかる。だが、デニスが持っていた剣に怪物が偶然に突き刺さり、彼は怪物討伐に成功する。
グリゼルダは、デニスが英雄扱いされてから、無関心だった態度を一変させて結婚に乗り気になるが、彼は王女と結婚させられるのだった。

## キャスト
- マイケル・ペイリン （デニス・クーパー）
- マックス・ウォール（ブルーノ王）
- デボラ・フォレンダー（王女）
- テリー・ジョーンズ
- テリー・ギリアム
- バーナード・ブレスロウ

## トリビア
- 小道具や衣装の多くは『モンティ・パイソン・アンド・ホーリー・グレイル』のものが使い廻されている。
- ジャバーウォッキーの着ぐるみの中の人は、前後が逆の向きで入っている。
- デニスとチャンピオンが黒騎士に待ち伏せされる場面には、本物の馬の解体肉が使われているため、チャンピオンの馬は怯えているように見受けられる。
- 黒騎士が落馬するシーンでは背景に台車が見えている。